# Generali Ladies Linz 2007
Generali Ladies Linz 2007 - жіночий тенісний турнір, що проходив на TipsArena Linz у Лінці (Австрія). Належав до турнірів 2-ї категорії в рамках Туру WTA 2008. Відбувсь удвадцятьперше і тривав з 22 до 28 жовтня 2007 року. Даніела Гантухова здобула титул в одиночному розряді.
Загальний прозовий фонд турніру становив 600 тис. доларів США. Переможниця в одиночному розряді отримала 88265 доларів, а фіналістка - 47125. Переможниці змагань у парному розряді отримали 27730 доларів.

## Переможниці та фіналістки

### Одиночний розряд, жінки
Даніела Гантухова —   Патті Шнідер 6–4, 6–2 
- Для Гантухової це був другий титул за сезон і 3-й - за кар'єру.

### Парний розряд, жінки
Кара Блек /  Лізель Губер —  Катарина Среботнік /  Ай Суґіяма 6–2, 3–6, 10–8 